# Hörschhofer Sägmühle
Hörschhofer Sägmühle ist eine ehemalige Wassermühle und ein Wohnplatz der Gemeinde Althütte im baden-württembergischen Rems-Murr-Kreis.

## Lage
Die Einzelsiedlung steht im bewaldeten Tal des Langenwaldbachs, des rechten Hörschbach-Oberlaufs, oberhalb und etwa einen halben Kilometer südöstlich des Hinteren Hörschbachwasserfalls.
Umliegende Ortschaften sind Waltersberg und der Schwammhof im Nordosten, Vorderwestermurr im Osten, Fautspach im Südosten, Hörschhof, Gallenhof und Sechselberg im Süden, Rottmannsberg im Südwesten, die Rottmannsberger Sägmühle und das Gehöft Trailhöfle im Westen sowie Trailhof im Nordwesten.

## Geschichte
Die Sägemühle wurde um 1710 von Caspar Deininger und Hans Schlichenmeyer vom Hörschhof errichtet. Im 19. Jahrhundert war die Mühle im Besitz einer Eigentümergemeinschaft, der vor allem Landwirte der umliegenden Orte angehörten. 1908 hatte die Mühle eine Leistung von 3 PS. Nach ihrer Stilllegung wurde sie in den 1960er Jahren stark verändert und zu einem Gasthaus mit Café umgebaut.

## Sonstiges
Durch den Ort führt der 1977 eröffnete Georg-Fahrbach-Weg. Der 130 km lange Fernwanderweg des Schwäbischen Albvereins verbindet in Anlehnung an den Lebensweg von Georg Fahrbach seinen Geburtsort Ingelfingen-Criesbach im Hohenlohekreis mit dem Stuttgarter Stadtteil Uhlbach.